# Boonea impressa
Boonea impressa is een slakkensoort uit de familie van de Pyramidellidae. De wetenschappelijke naam van de soort werd in 1822 voor het eerst geldig gepubliceerd door Thomas Say.